# 남아제르바이잔어
남아제르바이잔어(남아제르바이잔어: آذری)는 이란 북서부의 일부 도시와 이란령 아제르바이잔에서 4천만명이 사용하는 아제르바이잔어의 방언이다. 문자는 아제르바이잔어가 라틴 문자를 사용하는데 반해 아랍 문자를 쓴다.